# Francesco Guidolin
Francesco Guidolin (Castelfranco Veneto, 3 ottobre 1955) è un ex calciatore, allenatore di calcio e opinionista calcistico italiano.
Con 555 panchine, si trova all'ottavo posto tra gli allenatori più presenti in Serie A; ha inoltre vinto la Coppa Italia alla guida del Vicenza nel 1997.

## Biografia
Ha sposato Michela Pietribiasi, figlia di Raul Pietribiasi, il suo primo presidente; dal matrimonio sono nati i figli Riccardo e Giacomo. Grande appassionato di ciclismo, è presidente onorario e general manager della Zalf-Euromobil-Désirée-Fior, squadra dilettantistica della sua città, e ha spesso commentato per la RAI alcune tappe del Giro d'Italia.  Nell’estate del 2017 è diventato opinionista su Fox Sports per il calcio internazionale. Dall'agosto 2018 commenta le partite della Serie A su DAZN.

## Caratteristiche

### Calciatore
È stato centrocampista centrale o di fascia dotato di buona visione di gioco e qualità di regista, doti non supportate da un fisico adeguato.

### Allenatore
Considerato uno dei migliori allenatori italiani e vincitore della "Panchina d'oro" nel 2011, a inizio carriera utilizzava il modulo tattico 4-4-2. Successivamente ha utilizzato schemi tattici in base alle caratteristiche dei giocatori a disposizione come il 4-5-1 e il 3-5-2. Il suo gioco è ispirato a quello di Osvaldo Bagnoli e Arrigo Sacchi, che è stato paragonato a quello di Valerij Lobanovs'kyj da Gianni Mura.

## Carriera

### Calciatore
Dopo aver iniziato a giocare nelle giovanili del Giorgione, passò nel vivaio del Verona a 17 anni, dopo un provino svolto al Bentegodi, voluto da Giancarlo Cadé, con cui debuttò in serie A il 16 novembre 1975 contro l'Ascoli. Dopo due stagioni a Verona nella massima serie, nel 1977 passò per un anno in prestito fra i cadetti alla Sambenedettese, giocando il suo primo campionato da titolare. Tornato alla casa madre, giocò sporadicamente in Serie A nel campionato 1978-1979; l'anno successivo andò alla Pistoiese per una stagione, dove conquistò la promozione in Serie A. Tornò a Verona nel 1980, stavolta da titolare, in Serie B; fu fra gli artefici della promozione dell'anno successivo con 8 reti. Nell'ottobre del 1982 fu ceduto in prestito al Bologna. Ripreso dal Verona, scese in campo 2 volte nel campionato 1983-1984, chiudendo la propria esperienza nella massima serie e con la maglia gialloblu.
Nel giugno del 1984 fu ceduto in Serie C2 al Venezia, società presieduta dal magnate del vetro Luciano Mazzuccato con cui firmò un contratto triennale. Al secondo anno si infortunò e rescisse il contratto con un anno di anticipo. Concluse la propria carriera da giocatore, al termine della stagione 1985-1986 a 31 anni.
In varie interviste ha così definito se stesso nelle vesti di calciatore: «Ero tecnico, ma poco combattivo, e non sempre motivato. Mi infastidivano i fischi del pubblico, le condizioni del campo, il meteo. Insomma, troppe fisime...».

### Allenatore

Guidolin al Vicenza nell'estate 1996

Ha iniziato ad allenare le giovanili del Giorgione, squadra nella quale aveva avviato la carriera da giocatore, esordendo in panchina da professionista nel campionato Serie C2 1988-1989, concludendo con la retrocessione in Serie D dopo l'ultimo posto in classifica. Lo stipendio era di 400.000 lire al mese. L'anno successivo ha guidato il Treviso in Serie C2 e nel triennio successivo ha guidato Fano, Empoli e Ravenna in Serie C1, guidando quest'ultima alla promozione in Serie B. Chiamato il 15 luglio 1993 alla guida dell'Atalanta in Serie A, il 2 novembre fu esonerato dopo 10 giornate a causa di un negativo avvio di campionato.
Il 19 giugno 1994 firma col Vicenza. Nella stagione Serie B 1994-1995, conquista il 3º posto, riportando i berici in Serie A dopo sedici anni; nella stagione successiva conquista il nono posto finale, nella stagione 1996-1997 vince la Coppa Italia dopo aver eliminato Lucchese, Genoa, Milan, Bologna, Napoli. In campionato la squadra raggiunge il primo posto alla decima giornata, lasciandolo nel turno successivo.
L'avventura in Coppa delle Coppe nella stagione successiva lo porta fino alla semifinale persa contro il Chelsea. Il 17 maggio 1998, a fine campionato, lascia Vicenza dopo quattro anni.
Il 25 maggio è all'Udinese, con cui conquista un piazzamento alla Coppa UEFA, venendo poi esonerato prima dell'inizio della stagione successiva per alcune divergenze con il presidente dell'Udinese Giampaolo Pozzo, il 9 luglio 1999. Dal 28 ottobre passa alla guida del Bologna. Il 27 agosto 2003 si dimette e il 27 gennaio 2004 firma con il Palermo nel quale subentra all'esonerato Silvio Baldini conducendo la squadra in Serie A e nel campionato successivo alla partecipazione alla Coppa UEFA. Dopo aver condotto i siciliani alla qualificazione in Coppa UEFA, il 30 maggio 2005 si dimette. Il 23 giugno è chiamato da Enrico Preziosi alla guida del neopromosso Genoa. A causa dello scandalo che ha coinvolto la società ligure con la successiva retrocessione in Serie C1, il 19 agosto il contratto è stato rescisso.
Il 4 ottobre diventa tecnico del Monaco. Arrivato al decimo posto in campionato francese e agli ottavi di finale della Coppa UEFA, il 29 maggio 2006 riapproda nella squadra palermitana, esattamente un anno dopo. Il girone di andata è positivo, mentre in quello di ritorno, dove non può più schierare l'infortunato brasiliano Amauri, la squadra ha un declino che lo porta all'esonero il 23 aprile 2007 dopo la gara interna con il Parma persa per 3-4. Il 14 maggio viene richiamato dal presidente Maurizio Zamparini sulla panchina della squadra siciliana, e conduce i rosanero alla qualificazione in Coppa UEFA grazie a due vittorie consecutive. Il 9 giugno lascia il club.
Il 26 novembre è richiamato sulla panchina della squadra palermitana, a seguito dell'esonero di Stefano Colantuono. Questa è la quarta volta che Zamparini decide di affidarsi al tecnico veneto per guidare il Palermo e riportarlo in Europa. Nella prima conferenza stampa Guidolin dichiara che «Zamparini è il miglior presidente del mondo, dal martedì alla domenica» riferendosi alle consuete esternazioni molto colorite del presidente. All'esordio perde per 3-1 il derby contro il Catania. Malgrado una piccola ripresa nelle partite seguenti, la squadra non riesce mai a lottare per un posto in Europa e prima della fine dello stesso campionato, a seguito della sconfitta casalinga col Genoa per 2-3, il 24 marzo 2008 viene esonerato e sostituito nuovamente con Colantuono. A Palermo ha utilizzato il modulo tattico 4-3-2-1, il cosiddetto "albero di Natale".
Il 30 settembre è assunto da allenatore del Parma, rimpiazzando l'esonerato Luigi Cagni, ed ottenne la promozione in Serie A. Nella stagione successiva, conquista l'ottava posizione in classifica a 52 punti, record in un campionato a venti squadre (record poi battuto nella stagione 2013-2014). Il 16 maggio 2010 al termine dell'ultima giornata, annuncia il suo addio al Parma.

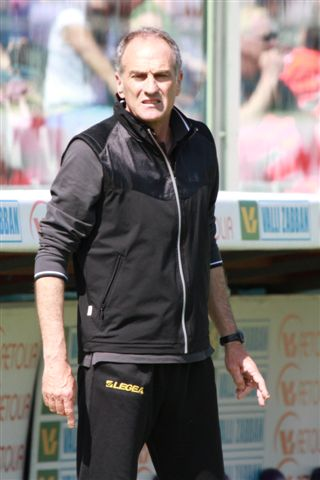
Guidolin alla guida dell'Udinese nel 2011

Il 24 maggio torna all'Udinese. All'inizio del campionato l'Udinese si trova all'ultimo posto fino alla sesta giornata, e schiera la squadra con vari moduli. Da ultima arriva quarta in classifica, a 6 punti dal Milan, 4 dall'Inter e 3 dal Napoli entrando in lotta scudetto a otto giornate da fine campionato. In questa rimonta vince in trasferta contro il Palermo per 7 a 0. Il 13 marzo 2011 rinnova il contratto in scadenza per altri quattro anni. L'8 maggio la partita vinta 2-1 sulla Lazio porta l'Udinese al 4º posto solitario, dopo un mese nel quale la squadra aveva raccolto solo 3 punti in 5 gare. Il 15 maggio, con la vittoria sul Chievo per 0 a 2, stabilisce con 65 punti il nuovo record dei friulani in Serie A (dopo il precedente record di 64 stabilito da Alberto Zaccheroni nel 1997-1998). Il 22 maggio grazie al pareggio per 0 a 0 al Friuli col Milan all'ultima giornata ottiene il quarto posto in campionato con 66 punti, migliorando il record stabilito una settimana prima e conquistando così la qualificazione ai preliminari della Champions League.
Nella stagione successiva è sconfitto ai preliminari di Champions League dall'Arsenal 1-0 a Londra e 1-2 al Friuli. La squadra inizia il campionato italiano con tre vittorie e un pari che valgono la testa della classifica, in coabitazione con la Juventus. In Europa League una vittoria al Friuli col Rennes e un pari al Celtic Park col Celtic permettono alla squadra di stare in testa alla classifica, al pari dell'Atlético Madrid. Il 27 febbraio 2012 vince la "Panchina d'oro". Il 13 maggio, come nella precedente stagione, ottiene la qualificazione ai preliminari della Champions League dopo il terzo posto ottenuto in campionato a quota 64 punti.
La stagione successiva inizia con la seconda eliminazione consecutiva all'ultimo turno preliminare di Champions League, ai rigori con lo Sporting Braga. Il 19 gennaio 2013, in Juventus-Udinese (4-0), ottiene la 500ª panchina in Serie A; è il nono allenatore a raggiungere questo traguardo. Chiude la stagione al 5º posto con 66 punti, qualificandosi all'Europa League, raggiungendo le competizioni europee per la terza stagione consecutiva. Il 18 luglio firma il prolungamento del contratto già esistente per altri due anni.
La stagione successiva inizia con l'eliminazione al turno dei play-off dell'Europa League contro il Slovan Liberec. Termina il campionato al tredicesimo posto. Il 20 maggio 2014 annuncia di lasciare il ruolo di allenatore dei friulani per assumere la carica di supervisore tecnico dei club della famiglia Pozzo (Granada, Udinese e Watford). Il 14 giugno 2015 lascia il ruolo con l'intenzione di tornare ad allenare.
Il 17 gennaio 2016 viene ingaggiato dallo Swansea City per subentrare alla 22ª giornata, con i gallesi in 17ª posizione in Premier League. Il giorno dopo vince il posticipo con il Watford per 1-0 e dopo 5 giorni dalla prima con la sua nuova squadra coglie un altro successo per 2-1 sul difficile campo dell'Everton. Dopo una serie di due pareggi e due sconfitte, che portano la squadra a tre lunghezze dalla zona retrocessione, Guidolin conduce i suoi ad altri 4 successi (contro Arsenal, Aston Villa, Norwich e Chelsea). Il 1º maggio ottiene la salvezza matematica in virtù della vittoria per 3-1 ai danni del Liverpool, consolidata la giornata successiva grazie al 4-1 in casa del West Ham. Conclude la stagione al 12º posto con 47 punti, di cui 27 nelle 16 partite in cui è Guidolin a sedere in panchina. I buoni risultati raggiunti alla guida degli Swans gli valgono il rinnovo, l'11 maggio 2016 firma un biennale.
Il 3 ottobre, dopo aver raccolto solo 4 punti nelle prime 7 giornate, viene sollevato dall'incarico.

## Statistiche
| Stagione            | Squadra             | Campionato          | Campionato | Campionato | Campionato | Campionato | Coppe nazionali | Coppe nazionali | Coppe nazionali | Coppe nazionali | Coppe nazionali | Coppe continentali | Coppe continentali | Coppe continentali | Coppe continentali | Coppe continentali | Altre coppe | Altre coppe | Altre coppe | Altre coppe | Altre coppe | Totale | Totale | Totale | Totale | % Vittorie | Piazzamento      |
| Stagione            | Squadra             | Comp                | G          | V          | N          | P          | Comp            | G               | V               | N               | P               | Comp               | G                  | V                  | N                  | P                  | Comp        | G           | V           | N           | P           | G      | V      | N      | P      | %          | Piazzamento      |
| ------------------- | ------------------- | ------------------- | ---------- | ---------- | ---------- | ---------- | --------------- | --------------- | --------------- | --------------- | --------------- | ------------------ | ------------------ | ------------------ | ------------------ | ------------------ | ----------- | ----------- | ----------- | ----------- | ----------- | ------ | ------ | ------ | ------ | ---------- | ---------------- |
| nov. 1988-1989      | Giorgione           | C2                  | 26         | 5          | 9          | 12         | CI-C            | 2               | 0               | 1               | 1               | -                  | -                  | -                  | -                  | -                  | -           | -           | -           | -           | -           | 28     | 5      | 10     | 13     | 17,86      | Sub. 18º (retr.) |
| 1989-1990           | Treviso             | C2                  | 34         | 14         | 9          | 11         | CI-C            | 6               | 0               | 2               | 4               | -                  | -                  | -                  | -                  | -                  | -           | -           | -           | -           | -           | 40     | 14     | 11     | 15     | 35,00      | 6º               |
| 1990-1991           | Fano                | C1                  | 34         | 11         | 14         | 9          | CI-C            | 6               | 2               | 2               | 2               | -                  | -                  | -                  | -                  | -                  | -           | -           | -           | -           | -           | 40     | 13     | 16     | 11     | 32,50      | 5º               |
| 1991-1992           | Empoli              | C1                  | 34         | 11         | 17         | 6          | CI+CI-C         | 2+4             | 0+1             | 2+2             | 0+1             | -                  | -                  | -                  | -                  | -                  | -           | -           | -           | -           | -           | 40     | 12     | 21     | 7      | 30,00      | 5º               |
| 1992-1993           | Ravenna             | C1                  | 32         | 16         | 13         | 3          | CI-C            | 12              | 8               | 2               | 2               | -                  | -                  | -                  | -                  | -                  | -           | -           | -           | -           | -           | 44     | 24     | 15     | 5      | 54,55      | 1º (prom.)       |
| ago.-ott. 1993      | Atalanta            | A                   | 10         | 2          | 2          | 6          | CI              | 2               | 2               | 0               | 0               | -                  | -                  | -                  | -                  | -                  | -           | -           | -           | -           | -           | 12     | 4      | 2      | 6      | 33,33      | Eson.            |
| 1994-1995           | Vicenza             | B                   | 38         | 17         | 17         | 4          | CI              | 3               | 2               | 0               | 1               | -                  | -                  | -                  | -                  | -                  | -           | -           | -           | -           | -           | 41     | 19     | 17     | 5      | 46,34      | 3º (prom.)       |
| 1995-1996           | Vicenza             | A                   | 34         | 13         | 10         | 11         | CI              | 2               | 1               | 0               | 1               | -                  | -                  | -                  | -                  | -                  | -           | -           | -           | -           | -           | 36     | 14     | 10     | 12     | 38,89      | 9º               |
| 1996-1997           | Vicenza             | A                   | 34         | 12         | 11         | 11         | CI              | 9               | 4               | 4               | 1               | -                  | -                  | -                  | -                  | -                  | -           | -           | -           | -           | -           | 43     | 16     | 15     | 12     | 37,21      | 8º               |
| 1997-1998           | Vicenza             | A                   | 34         | 9          | 9          | 16         | CI              | 2               | 1               | 0               | 1               | CdC                | 8                  | 6                  | 1                  | 1                  | SI          | 1           | 0           | 0           | 1           | 45     | 16     | 10     | 19     | 35,56      | 14º              |
| Totale Vicenza      | Totale Vicenza      | Totale Vicenza      | 140        | 51         | 47         | 42         |                 | 16              | 8               | 4               | 4               |                    | 8                  | 6                  | 1                  | 1                  |             | 1           | 0           | 0           | 1           | 165    | 65     | 52     | 48     | 39,39      |                  |
| 1998-1999           | Udinese             | A                   | 34+2       | 16         | 6+2        | 12         | CI              | 6               | 3               | 2               | 1               | CU                 | 2                  | 0                  | 1                  | 1                  | -           | -           | -           | -           | -           | 44     | 19     | 11     | 14     | 43,18      | 6º               |
| ott. 1999-2000      | Bologna             | A                   | 27         | 8          | 9          | 10         | CI              | 2               | 0               | 0               | 2               | CU                 | 3                  | 1                  | 1                  | 1                  | -           | -           | -           | -           | -           | 32     | 9      | 10     | 13     | 28,13      | Sub. 11º         |
| 2000-2001           | Bologna             | A                   | 34         | 11         | 10         | 13         | CI              | 2               | 0               | 1               | 1               | -                  | -                  | -                  | -                  | -                  | -           | -           | -           | -           | -           | 36     | 11     | 11     | 14     | 30,56      | 10º              |
| 2001-2002           | Bologna             | A                   | 34         | 15         | 7          | 12         | CI              | 4               | 1               | 2               | 1               | -                  | -                  | -                  | -                  | -                  | -           | -           | -           | -           | -           | 38     | 16     | 9      | 13     | 42,11      | 7º               |
| 2002-2003           | Bologna             | A                   | 34         | 10         | 11         | 13         | CI              | 2               | 0               | 1               | 1               | Int                | 6                  | 3                  | 2                  | 1                  | -           | -           | -           | -           | -           | 42     | 13     | 14     | 15     | 30,95      | 11º              |
| Totale Bologna      | Totale Bologna      | Totale Bologna      | 129        | 44         | 37         | 48         |                 | 10              | 1               | 4               | 5               |                    | 9                  | 4                  | 3                  | 2                  |             | -           | -           | -           | -           | 148    | 49     | 44     | 55     | 33,11      |                  |
| gen.-giu. 2004      | Palermo             | B                   | 22         | 11         | 8          | 3          | -               | -               | -               | -               | -               | -                  | -                  | -                  | -                  | -                  | -           | -           | -           | -           | -           | 22     | 11     | 8      | 3      | 50,00      | Sub. 1º (prom.)  |
| 2004-2005           | Palermo             | A                   | 38         | 12         | 17         | 9          | CI              | 4               | 1               | 0               | 3               | -                  | -                  | -                  | -                  | -                  | -           | -           | -           | -           | -           | 42     | 13     | 17     | 12     | 30,95      | 6º               |
| ott. 2005-2006      | Monaco              | L1                  | 28         | 9          | 11         | 8          | CF+CdL          | 2+4             | 1+3             | 0+0             | 1+1             | CU                 | 6                  | 3                  | 1                  | 2                  | -           | -           | -           | -           | -           | 40     | 16     | 12     | 12     | 40,00      | Sub. 10º         |
| 2006-2007           | Palermo             | A                   | 35         | 15         | 10         | 10         | CI              | 2               | 0               | 0               | 2               | CU                 | 6                  | 3                  | 1                  | 2                  | -           | -           | -           | -           | -           | 43     | 18     | 11     | 14     | 41,86      | Eson., Sub. 5º   |
| nov. 2007-mar. 2008 | Palermo             | A                   | 17         | 5          | 3          | 9          | CI              | 2               | 0               | 1               | 1               | -                  | -                  | -                  | -                  | -                  | -           | -           | -           | -           | -           | 19     | 5      | 4      | 10     | 26,32      | Sub., Eson.      |
| Totale Palermo      | Totale Palermo      | Totale Palermo      | 112        | 43         | 38         | 31         |                 | 8               | 1               | 1               | 6               |                    | 6                  | 3                  | 1                  | 2                  |             | -           | -           | -           | -           | 126    | 47     | 40     | 39     | 37,30      |                  |
| set. 2008-2009      | Parma               | B                   | 36         | 18         | 16         | 2          | -               | -               | -               | -               | -               | -                  | -                  | -                  | -                  | -                  | -           | -           | -           | -           | -           | 36     | 18     | 16     | 2      | 50,00      | Sub. 2º(prom.)   |
| 2009-2010           | Parma               | A                   | 38         | 14         | 10         | 14         | CI              | 1               | 0               | 0               | 1               | -                  | -                  | -                  | -                  | -                  | -           | -           | -           | -           | -           | 39     | 14     | 10     | 15     | 35,90      | 8º               |
| Totale Parma        | Totale Parma        | Totale Parma        | 74         | 32         | 26         | 16         |                 | 1               | 0               | 0               | 1               |                    | -                  | -                  | -                  | -                  |             | -           | -           | -           | -           | 75     | 32     | 26     | 17     | 42,67      |                  |
| 2010-2011           | Udinese             | A                   | 38         | 20         | 6          | 12         | CI              | 3               | 2               | 1               | 0               | -                  | -                  | -                  | -                  | -                  | -           | -           | -           | -           | -           | 41     | 22     | 7      | 12     | 53,66      | 4º               |
| 2011-2012           | Udinese             | A                   | 38         | 18         | 10         | 10         | CI              | 1               | 0               | 0               | 1               | UCL+UEL            | 2+10               | 0+4                | 0+4                | 2+2                | -           | -           | -           | -           | -           | 51     | 22     | 14     | 15     | 43,14      | 3º               |
| 2012-2013           | Udinese             | A                   | 38         | 18         | 12         | 8          | CI              | 1               | 0               | 0               | 1               | UCL+UEL            | 2+6                | 0+1                | 2+1                | 0+4                | -           | -           | -           | -           | -           | 47     | 19     | 15     | 13     | 40,43      | 5º               |
| 2013-2014           | Udinese             | A                   | 38         | 12         | 8          | 18         | CI              | 4               | 3               | 0               | 1               | UEL                | 4                  | 2                  | 1                  | 1                  | -           | -           | -           | -           | -           | 46     | 17     | 9      | 20     | 36,96      | 13º              |
| Totale Udinese      | Totale Udinese      | Totale Udinese      | 186+2      | 84         | 42+2       | 60         |                 | 15              | 8               | 3               | 4               |                    | 26                 | 7                  | 9                  | 10                 |             | -           | -           | -           | -           | 229    | 99     | 56     | 74     | 43,23      |                  |
| gen.-giu. 2016      | Swansea             | PL                  | 16         | 7          | 4          | 5          | FACup+CdL       | -               | -               | -               | -               | -                  | -                  | -                  | -                  | -                  | -           | -           | -           | -           | -           | 16     | 7      | 4      | 5      | 43,75      | Sub. 12º         |
| ago.-ott. 2016      | Swansea             | PL                  | 7          | 1          | 1          | 5          | FACup+CdL       | 0+2             | 1               | 0               | 1               | -                  | -                  | -                  | -                  | -                  | -           | -           | -           | -           | -           | 9      | 2      | 1      | 6      | 22,22      | Eson.            |
| Totale Swansea City | Totale Swansea City | Totale Swansea City | 23         | 8          | 5          | 10         |                 | 2               | 1               | 0               | 1               |                    | -                  | -                  | -                  | -                  |             | -           | -           | -           | -           | 25     | 9      | 5      | 11     | 36,00      |                  |
| Totale carriera     | Totale carriera     | Totale carriera     | 872        | 331        | 273        | 268        |                 | 98              | 39              | 25              | 34              |                    | 55                 | 23                 | 15                 | 17                 |             | 1           | 0           | 0           | 1           | 1 026  | 393    | 313    | 320    | 38,30      |                  |

## Palmarès

### Club
- Serie C2: 1

Ravenna: 1992-1993
- Coppa Italia: 1

Vicenza: 1996-1997
- Serie B: 1

Palermo: 2003-2004

### Individuale
- Allenatore dei sogni: 1

Vicenza: 1997
- Panchina d'oro: 1

Udinese: 2011

## Riconoscimenti
- Premio Alfredo Martini nel 2022[63]